# 多線卡

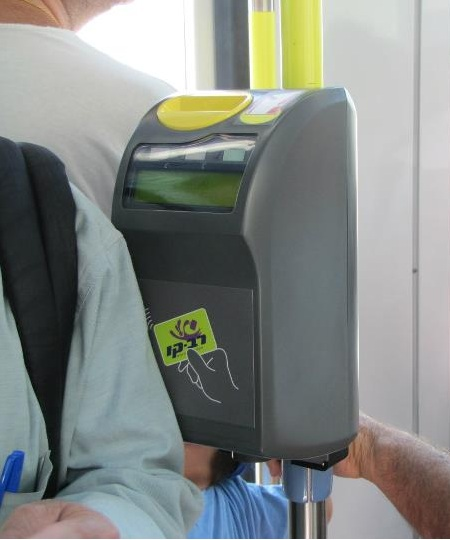
耶路撒冷輕軌的一個多線卡讀卡機

多線卡（希伯來語：‎，Rav-Kav）是以色列一張可多次重用的非接觸式智能卡，可用於以色列不同公共交通營運者。
多線卡可用於以色列所有巴士公司、包括耶路撒冷輕軌的輕軌列車，以及以色列鐵路。
多線卡於2007年8月啟用。